# Los Doce Linajes de Soria

Rueda de Los Doce Linajes de Soria tal y como aparece en la fachada de su palacio.

La Diputación de Caballeros Hijosdalgo de los Doce Linajes fue una de las tres instituciones que rigieron la ciudad de Soria (España), desde la Edad Media hasta las reformas liberales del siglo XIX, junto con el Común y el Concejo.

## Origen de Los Doce Linajes
La determinación del origen de esta asociación oligárquica se plantea como una cuestión controvertida por la carencia de instrumentos sobre la fundación. Debido a que las primeras referencias son tardías y la presentan ya establecida, definida y consolidada, se desarrolló la idea de que la institución había nacido al mismo tiempo que Soria.
La primera noticia de los Doce Linajes aparece en la confirmación otorgada por Sancho IV a finales del siglo XIII, donde se alude a la concesión de un singular privilegio militar concedido por Alfonso VIII, que comprometía a los sucesivos Reyes de Castilla a entregar, en el año de su coronación, "cien pares de armas, escudos, capellinas e siellas" a los "caballeros de Soria". Es el conocido como Privilegio de los Arneses, privilegio del que no hay noticia que gozara ninguna otra ciudad de España.
A este respecto algunos autores indican que la Rueda de los Doce Linajes en la que están circunscritos los escudos de estas casas nobiliarias descendientes de godos y que rodean a la figura ecuestre de Alfonso VIII, encontraría su fundamento arquetípico e iconológico en la Tabla Redonda y el rey Arturo, pues sus leyendas las conocía desde niña Leonor de Plantagenet, cuya familia estaba expandiendo por Europa el ciclo artúrico-griálico. Así parece sugerirlo también este texto del escribano Alonso Ramírez transcrito por J.A. Martín de Marco:
"... estos doce linages como está dicho no son más antiguos unos que otros ni menos principales porque todos se tiene por cosa cierta fueron escogidos e nombrados un mismo día y en una misma hora y para un mismo efecto de donde vino hacer el rey de Inglaterra de quien dice tabla redonda en que se sentasen para mostrar que en los tales caballeros no ha de aber prioridad ni posterioridad ni diferencia ninguna ni personal ni asientos ni en otra cualquier manera".
En la primera confirmación no hay mención expresa de "los Doce" que no aparecerían como tales hasta mediados del siglo XIV, en la segunda confirmación del privilegio concedida por Pedro I. En realidad, no son doce los linajes, sino nueve, ya que hay tres que están duplicados: Chancilleres, Morales, y Salvadores. Adoptaron sus nombres según diversas causas: la principal, tomando el apellido principal del linaje (Barrionuevo, Morales, Calatañazor); tomando el nombre de la parroquia en dónde se reunía (Santisteban, San Llorente, Santa Cruz); tomando el nombre de la persona principal del linaje (Martín Salvador y Don Vela); o tomando el nombre del cargo municipal que ostentaban (Chancilleres).
El Privilegio de Arneses habría impuesto a Los Linajes la necesidad de establecer una Asamblea representativa y permanente en quien recayera la responsabilidad de recibir y solicitar las armas que habrían de cobrar al inicio de cada reinado, custodiarlas al fin que siempre estuvieran dispuestas y distribuirlas en las Casas. Cuando los Reyes Católicos transformaron esta concesión en una cantidad en metálico (350 000 maravedíes), esta renta pasaría a constituir la base del patrimonio económico institucional y la Diputación de los Linajes, asumiría su administración.

## Organización de la ciudad
Tres eran las instituciones que regían la ciudad de Soria, a las que hay que añadir la Comunidad de Villa y Tierra de Soria, institución plenamente vigente como mancomunidad de bienes que estaba dividida en cinco sexmos (Frentes, Lubia, Arciel, Tera y San Juan), cada uno de los cuales aportaba un representante o sexmero al ayuntamiento de la ciudad hasta la reforma del siglo XVI. Poseían su propia casa de juntas conocida como Casa de la Tierra que está situada tras el Palacio de los Doce Linajes o actual Ayuntamiento.

### El Común

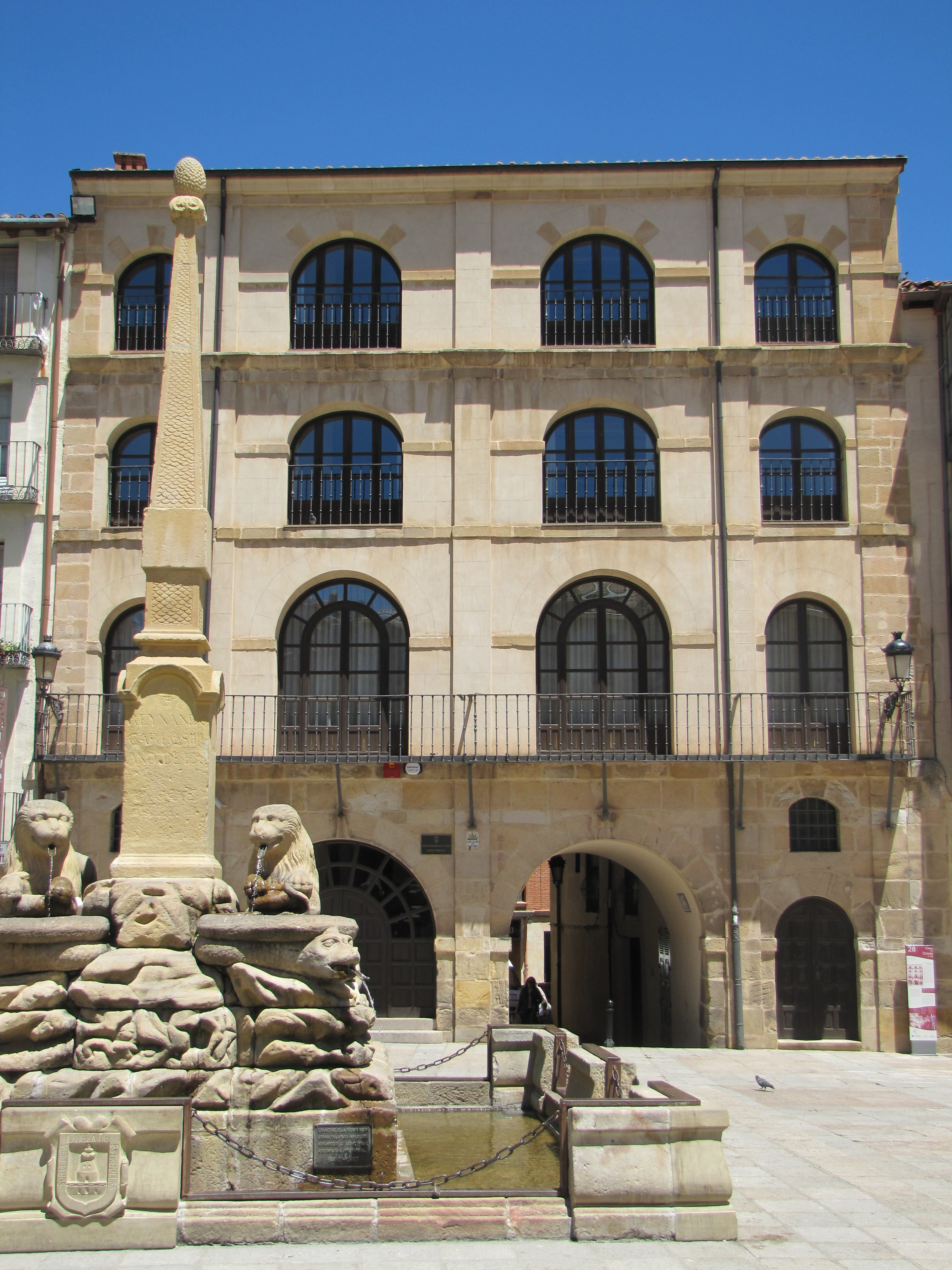
Casa del Común.

El Estado llano o general, compuesto del común de vecinos; primero en tiempo y último en dignidad. El Común, en uso desde el siglo XVI, estaba integrado por una serie de cuadrillas, que elegían a su representante o Jurado el cual estaba asistido por uno o dos mayordomos y cuatro secretarios o cuatros. El proceso de distribución fue lento en virtud de la propia evolución urbanística de la ciudad y no quedó definido hasta el siglo XVI con dieciséis cuadrillas: La Cruz, San Pedro, Santa Catalina, Santiago, San Esteban, San Juan, El Salvador, Santa Bárbara, Santo Tomé, San Clemente, San Martín, Nuestra Señora de la Blanca, Nuestra Señora del Rosel, San Blas, Nuestra Señora de la Mayor y San Miguel.
Estaban obligados a llevar libros de actas y registros de los vecinos de la cuadrilla, lo que hoy nos proporciona no pocos datos sobre esta época. Esta institución continúa aún vigente en cierta manera, interviniendo en los festejos de la ciudad (Fiestas de San Juan o de la Madre de Dios). Se reunían en la Casa del Común, situada en la Plaza Mayor, hoy sede del Archivo Histórico Local.

### El Concejo

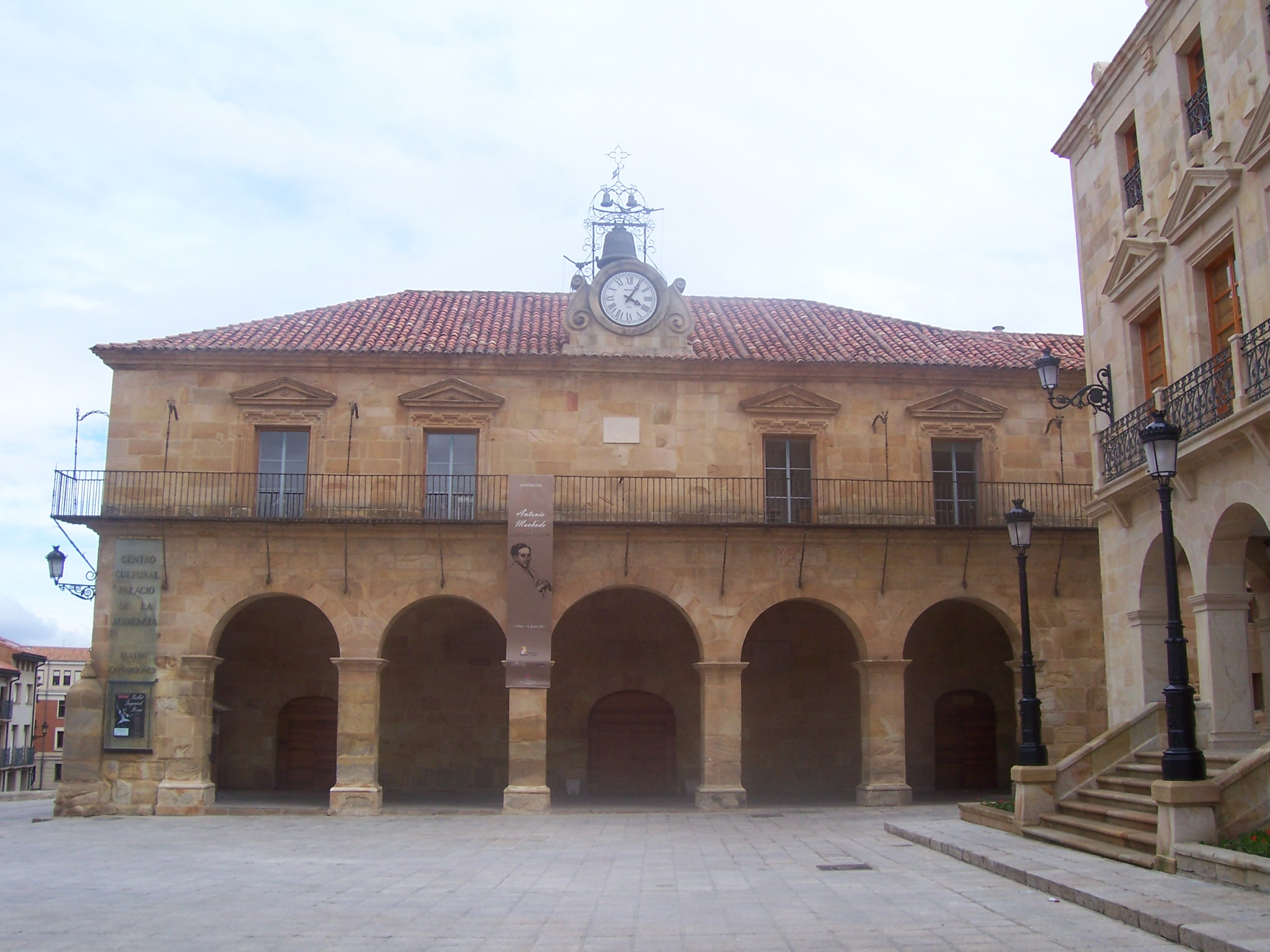
Palacio de la Audiencia.

La ciudad se hallaba dividida para su mejor administración en treinta y cinco colaciones o parroquias, de las que se elegían dieciocho Alcaldes y un juez. Loperráez en el siglo XVIII aporta información sobre este sentido que se recogía en el Fuero de Soria: "La Colación de Santa Cruz daba cada año continuamente un Alcalde por privilegio de Alfonso VIII... las otras treinta y quatro daban por alternativa diez y siete Alcaldes al año, y un Juez, que era el principal, corriendo este de una en otra, hasta igualarse todas en el discurso de treinta y quatro años; pero el Juez salía siempre de la Colación que en aquel año no daba Alcalde. No se podía tener concejo sin concurrir á lo menos diez. Los diez y ocho Alcaldes se repartían en tres Mayordomías, de seis en seis, y cada Mayordomía gobernaba quatro meses á Soria y los pueblos de su jurisdicción que se tenían como aldeas."
A partir del siglo XIV esta forma de gobierno se va perdiendo a favor de los caballeros hijosdalgo y las cuadrillas de pecheros. Posteriormente el Concejo, estuvo representado por el Corregidor y Regidores, nacido al regularizarse el régimen municipal, compuesto en un principio de los vecinos que no pertenecían a las otras dos comunidades, y que vino a ser el primero en dignidad aunque el último en tiempo. La sede del Concejo era el Palacio de la Audiencia que posteriormente pasó a desempeñar las funciones de Audiencia y Cárcel en 1769.

### Los Caballeros Hijosdalgo
El Estado noble o caballeros hijosdalgo, formados por las familias correspondientes a los Doce Linajes; segundo en dignidad y tiempo.

## Los Doce Linajes
Los Doce Linajes de Soria son una estructura diferente al resto. Los hidalgos de la ciudad de Soria, adopta el linaje como estrategia de organización familiar, y la institución del mayorazgo como método de cohesión frente a otras clases sociales: filiación agnaticia y orden de primogenitura para heredar. No solo eran agrupaciones familiares debido a su gran diversidad de familias, sino que funcionaban como verdaderas instituciones de gobierno urbano, repartiéndose el poder de la ciudad de Soria.

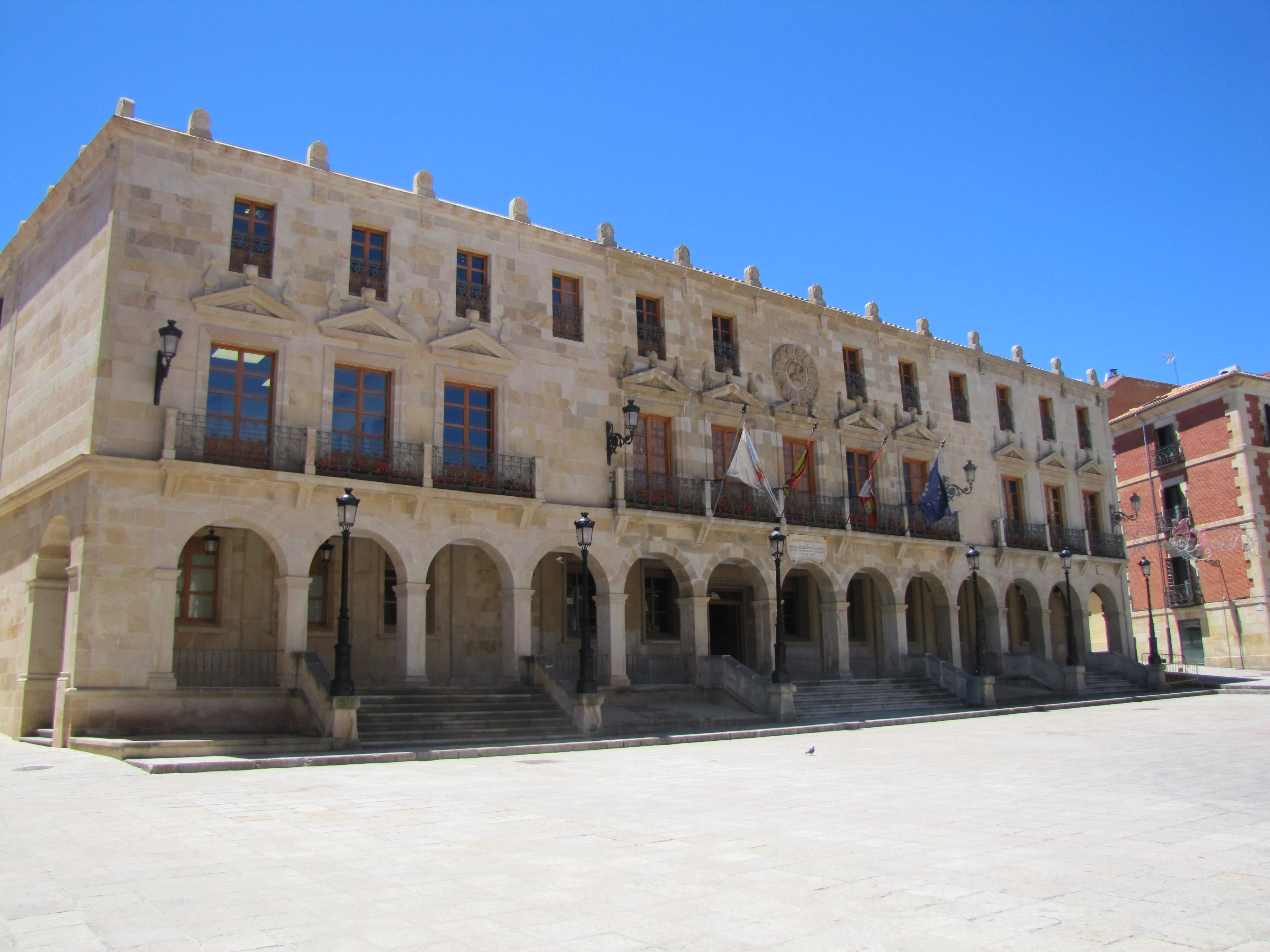
Palacio de Los Doce Linajes.

La Diputación de los Linajes estaba compuesta de doce caballeros llamados Diputados de Arneses (posiblemente en recuerdo del privilegio), que eran elegidos por períodos de un año, dentro de su propio linaje para ser representados en la Junta. Hasta que edificaron su casa palacio a principios del siglo XVII en la Plaza Mayor, las juntas generales tenían lugar a campana tañida en la desaparecida iglesia de San Miguel de Montenegro. Esta iglesia se situaba en la actual Plaza de Bernardo Robles donde se encuentra el Mercado Municipal de Abastos.
El título de Diputado de Arneses tenía la categoría de oficio mayor por la importancia de sus funciones, ya que era responsable de todo lo que ocurriera en la Diputación, como el funcionamiento interno, vigilancia de las juntas propias de cada linaje, legitimidad de entrada de nuevos socios, la administración del patrimonio comunitario, la gestión de problemas ante instancias judiciales en la Real Chancillería de Valladolid o en el Consejo Real y todo lo que tuviera que ver con el bienestar de todos los miembros de la Diputación y Junta y del Colegio de los Niños Expósitos que estaba a su cargo. Además elegían los doce Montaneros reales, también llamados Caballeros de Sierra, que vigilaban por la integridad de los privilegios de la ganadería en los disfrutes de pastos, y por la conservación de los montes de realengo; los tres Caballeros de Ayuntamiento y tres Alcaldes de Santiago, que velaban por los ramos de la administración municipal.
En el mismo día elegían los Linajes el Caballero del Pendón el cual prestaba dos importantes servicios: cuando los reyes mandaban que las ciudades les asistiesen con gente de guerra, el Caballero del Pendón guiaba los tercios sorianos; y en la proclamación de los reyes, acompañado de la nobleza, proclamaba el advenimiento del nuevo monarca con las palabras: "Soria, Soria por el Rey." El Caballero del Pendón era a la vez Alférez Mayor de Soria y su provincia.
Soria era una ciudad de voto en Cortes. Cada vez que los Reyes las convocaban se reunían los tres Linajes a los que por turno tocaba, y elegían dos procuradores a Cortes propietarios y un suplente. Los elegidos sacaban testimonio, en cuya vista se les daba por la ciudad el poder a los primeros, quedando el suplente para cubrir el servicio en caso de muerte de alguno de los otros. Ante el Ayuntamiento prestaban el juramento de cumplir fielmente las instrucciones que este les daba. Nombraban también los Linajes el Caballero que llamaban del Sello, por otro nombre Canciller. Era el cargo de más confianza. Guardaba el sello de la ciudad, con el cual se refrendaban y sellaban todos los instrumentos.
No solamente estaba al tanto de la Diputación, como ciudadano de calidad y teniendo en cuenta que los Linajes, copaban la mayoría de los cargos municipales, también intervenía en la organización de ferias, festejos, corridas de toros, etc.
Eran iguales entre sí de modo que en las juntas que celebraban, teniendo todos las mismas prerrogativas y en cumplimiento de esta, colocaban sus escudos de armas en forma de rueda rodeando la figura ecuestre de Alfonso VIII. Cuando se les nombraba se hacía indistintamente comenzando por cualquiera de ellos. Los Doce Linajes de Soria eran una institución esencialmente democrática en sus formas. Como dice un cronista antiguo: no había entre ellos primero ni último.
Nos encontramos con que cada uno de los linajes de Soria está compuesto, aparte del apellido de la familia troncal, de otras familias que fueron entroncando con la familia principal. Tutorizados por el patriarca del linaje, un linaje comprendía el cabeza del linaje, su esposa, hijos/as, yernos/nueras, etc. luego lógicamente la mayoría de ellos no llevarían el mismo apellido, pero todos y cada uno de esos apellidos formarían parte de un mismo Linaje Troncal.
En los linajes que toman por nombre el apellido principal, la familia troncal monopolizaba los cargos, y tenían gran dominio sobre el resto de familias del linaje. Sin embargo, el resto de linajes, tenían varias familias que se disputaban el poder interno. La entrada de una nueva familia al linaje dependía del propio linaje, si acogían o no a los hidalgos casados con las doncellas de ese linaje.
Con el paso del tiempo, los Doce Linajes de Soria fueron perdiendo poder político municipal, en favor de otras instituciones que ofrecían a otras clases sociales el deseado ascenso social.
A continuación, citamos las familias más importantes que integraron cada uno de los linajes:

### Barrionuevo
También denominado de Barrionuevo. Un tratado de blasones hace constar su antigüedad diciendo que estos Caballeros eran de origen godo, derivando su etimología de la fundación que hicieron de un barrio de la nueva Numancia (Soria), y de aquí el apellido Barrionuevo. Fundaron la desaparecida parroquia de Nuestra Señora de Barnuevo donde celebraban sus juntas y que fue destruida durante la Guerra de la Independencia, y donde sus Caballeros tenían su enterramiento.
A él corresponden los apellidos Barnuevo, Acebes, Arista-Obando, Castellanos, Fonseca, García, Jiménez, Laserna, Lope, Medrano, Mendoza, Ortega, Lezcano, Serna, Sotomayor y Trillo, Vélez, Vera..
Las armas de este Linaje son: escudo cuarteado. En el primero y cuarto cuartel sobre campo de gules un castillo de oro; en el segundo y tercero en campo de azur, una cruz hueca de oro floredelisada.

### Calatañazor
Los fundadores de este Linaje proceden de la villa que le dio nombre, y a su costa edificaron la antigua iglesia parroquial denominada en esta ciudad Nuestra Señora de Calatañazor donde celebraban sus juntas. Esta iglesia fue derribada en el siglo XVIII.
Comprende los apellidos Álvarez de Calatañazor, Araes, Arcos, Contreras, Espinosa, Montenegro, Ribera, Sandoval, Tapia, Vallejo, y Villanueva.
Sus armas son, como demuestra el blasón, tres fajas de oro en campo de sangre.

### Chancilleres
Se hallaba dividido en dos. Las armas de este Linaje son: en campo de plata, un águila coronada exployada de sable, pico y garras de oro, bordura de gules con ocho castillos de oro. El origen de este escudo es por demás novelesco:
En las turbulencias del reinado de D. Sancho el Mayor de Navarra, nadie tomaba partido por la Reina para lidiar con el Infante, su hijo, en el "Juicio de Dios" que había de salvar la honra de aquella Señora, hasta que se presentó el bastardo D. Ramiro, "muy famoso e muy esforzado en armas, a defender la justicia de la Reina, armado en punta, caballero en un poderoso caballo con sobrevestas azules sembradas de veros de plata". Llevaba por cimera un águila de oro y en el pico el mote: "Veniit Veriitos", de aquí el escudo. Se reunía en la desaparecida iglesia de San Bartolomé. Posteriormente en el siglo XV fue agregada a la parroquia de Santa María la Mayor donde fundaron la capilla de San Bartolomé en la que se reunieron a partir de entonces.
A este linaje pertenecen los apellidos Aguilera, Aracón, Cáceres, Calderón, Carrillo, Castejón, Flores, Garcés, García, González, Granado/Granados, Herrera, Jiménez, Latorre, Ledesma, López, Lucena, Luna, Matamala, Miranda, Molina, Morales, Peón, Ramírez, Robles, Rueda, Ruiz, San Clemente, Soria, Sotomayor, y Vera.

### Don Vela
De origen muy antiguo alavés, se lee en la Historia General "un mancebo de los mis nobles de Castilla que había nombre D. Vela, alzóse con el Conde Fernán González e non quiso obedecer porque se tenía de tan alta guisa como él". Tenían sus juntas en la parroquia de San Juan de los Naharros la cual se derribó en el año 1577 utilizando la piedra para las obras del Convento de la Merced. Tras su abandono trasladaron las juntas a la iglesia de Nuestra Señora del Poyo situada tras el palacio de los Betetas desapareciendo esta última completamente en el siglo XIX.
Pertenecen a este linaje los apellidos Ávilas, Beltrán, Berguilla/Verguilla, Caravantes, Cervantes, Chaves, Espinosa, Gironés, Hera, Lara, Mendoza, Ontiveros, Rivera, Vela/Velas, Velázquez, Verguillán, Vélez, Vera, y Zapata.
Sus armas, partido el escudo en cuarteles: primero y cuarto, ajedrezado de gules y oro con tres puntos; segundo y tercero, tres hileras de contraveros de plata y azur.

### Morales
Respecto de su antigüedad aparece que en la repoblación de Soria por Fortún López se hace ya mérito de Caballeros de este Linaje. De él procedían el historiador Ambrosio de Morales; aquel pajecito que acompañó a D. Álvaro de Luna hasta en los últimos instantes de su vida, sirviéndose de apoyo antes de morir sobre el cadalso, recibiendo del Condestable el regalo de una sortija que el paje conservó siempre en recuerdo de la cariñosa despedida de su señor; y Rodrigo de Morales, a quien Soria debe la franquicia del mercado que celebra el jueves de cada semana.
Someros y Hondoneros, o Blancos y Negros son los apelativos con que se distinguen las familias correspondientes a estos Linajes.
La denominación de Someros y Hondoneros proviene del punto que ocupaban respectivamente en la ciudad. Los primeros en la parte más alta, cerca del Castillo. Los segundos en la parte más baja, cerca de la Colegiata. Tenían sus juntas, según el escribano Alonso Ramírez (1578), en la iglesia de Nuestra Señora de las Cinco Villas, actual Convento de Nuestra Señora del Carmen, los Someros bajo los portales, y los Hondoneros en la puerta que estaba frente al altar mayor. Algún autor apunta que los Someros se reunían en la iglesia de San Miguel de Cabrejas, debajo del Castillo.
Aguirre, Albornoz, Arévalo, Camargo, Céspedes, Estancia, Estasio, Guelgas, Moral, Naharros/Navarro, Salamanca, Salcedo, Setién, Serna, Sevilla, Vera, Vergara, Zapata, y Zurita. La línea de sangre Zurita, era la que se encontraba a la cabeza de este linaje.
Sus armas son, escudo cuartelado: 1.º y 4.º, en campo de oro, un moral de sinople, y 2.º y 3.º, en campo de plata, tres fajas de sable.

### Salvadores
Se halla también dividido en dos. Martín Salvador dio su nombre a este Linaje. En la historia del Cid se dice que vino con este ilustre personaje desde Valencia, trayendo en su compañía a su allegado Antolín Sánchez de Soria "que entre fijos y parientes llevaba 40 lanzas". A este linaje se halla incorporado el apellido Ríos, de la Casa de los Condes de Gómara, que gozaba el extraordinario privilegio llamado de las fluctuosas, consistente en elegir la mejor pieza de los bienes de entre casa que dejara el que moría en su dominios.
A él perteneció también Blasco de Barnuevo, que en la batalla de Pavía contribuyó a la prisión de Francisco I de Francia, según refiere un notable manuscrito que tengo a la vista. Las dos fracciones de este linaje se reunían en la parroquia de San Nicolás; la Hondonera en el pórtico y la Somera en la capilla mayor.
A él corresponden los apellidos Barnuevo, Bravo de Lagunas, Cal, Cerda, Garanga, Garnica, Gayango, Laguna, Malo, Matamala, Medrano, Río, Ríos, Salcedo, Sarabia, Solier/Soler, Soria,  Torres, Salvador y Vera.
Sus armas son luna de plata en menguante, en medio del escudo, en campo de sangre. Tres estrellas de oro colocadas en jefe y otras cinco colocadas en cruz.

### San Llorente
Es de los más antiguos de la casa troncal. Sus reuniones tenían lugar en la iglesia de San Lorenzo, hoy destruida, que en lo antiguo se llamó San Llorente, y de la cual tomó nombre este linaje. Esta iglesia se cerró al culto definitivamente en el año 1663 y se utilizó como cuartel hacia 1736; desapareció durante el siglo XVIII.
A él corresponden los apellidos Llorente, Álvarez de Chavaler, Amaya, Ayala, Barnuevo, Barroso, Basurto, Beltrán, Brezero, Calderón, Contreras, Dos Ramas, Gamboa, Hinojosa, Mariaca, Marrón, Montes, Muñoz, Neyla, Oquina, Papión/Pipaón, Peñaranda, Perea, Rodríguez de Villanueva, Roma, Villanueva, Zaldierna, y Zárate.
Sus armas son: escudo cuarteado; en el primero y cuarto cuartel, una estrella de oro en cada uno en campo de sangre; y en el segundo y tercero flor de lis de plata en campo azul.

### Santa Cruz
Cuenta una leyenda, que los Santa Cruz descienden de Megara, glorioso capitán numantino, cuyos descendientes fueron convertidos al catolicismo por el apóstol Santiago, el cual se les había aparecido en el aire en forma de cruz, tomando esta familia por escudo el citado más abajo como propio de la rama soriana. Esta familia es una de los Doce Linajes hidalgos fundacionales de Soria que vinieron con el caballero Fortún López, por orden del rey Alfonso I de Aragón (primer cuarto del siglo XII), y que eran tratados como nobles debido a sus privilegios. Este linaje soriano tomó el nombre de la parroquia de Santa Cruz, una de las más antiguas de Soria, en la cual celebraban sus juntas; esta iglesia fue abandonada completamente hacia 1826 y desapareció durante el siglo XIX.
Cuando el Rey Niño Don Alfonso estuvo en Soria, alejado de las turbulencias que agitaron su menor edad, habitó en las casas solariegas de este Linaje, contiguas a la parroquia de Santa Cruz, y este servicio mereció más adelante la recompensa de tener siempre alcalde sin la alternativa a que estaban sujetas las demás Colaciones de la ciudad.
Corresponden a este Linaje los apellidos Santa Cruz, Miranda, Pacheco, Vallejo, Espinosa y Rebolledo.
Las armas de este Linaje son: escudo azul con una cruz grande de plata como de Calatrava hueca, y lo hueco de sangre.

### Santisteban
Aunque no se sabe nada del siglo en que apareció, cabe indicar que se trata de un apellido antiguo. A él corresponde el apellido González, habiendo quien le hace descender de Fernán González, Conde de Castilla. Martín González, compañero del Cid, dio su nombre al Castillo hoy designado con el de la Torre Tartajo, perteneciente al Condado de Lérida. Celebraba sus juntas en la parroquia de San Esteban, agregada a la parroquia de San Juan de Rabanera en 1804.
Corresponden a él los apellidos Santiesteban, Álvarez, Albiz/Alvis, Beteta, Castillo, Eras, Esteban, Estévanez, Fuenmayor, Giménez/Jiménez, González, González de Gregorio, Heras, Íñiguez, Villanueva, y Vinuesa.
Las armas de este linaje son escudo cuarteado con dos medias lunas en campo azul y dos cruces de sangre huecas floreteadas en campo de oro.

## Fiestas de Santiago
Santiago fue el patrón de los Doce Linajes de Soria, por ser el patrón castellano de la caballería. En el día de Santiago " de quatro en quatro años cada tres linages, según la alternativa que tienen, nombran un Caballero de Ayuntamiento, y uno que llaman Alcalde de Santiago: de forma que cada año hay doce Diputados de arneses, doce Contadores de niños, y doce Montaneros Reales, tres Caballeros de Ayuntamiento y tres Alcaldes de Santiago ". Estos tres caballeros nombraban luego a tres guardas de Valonsadero. Según cuenta Miguel Martel, en la ciudad en este día se corrían tres toros, "cada uno de los Alcaldes ha de dar el suyo a costa del bastecedor de las carnicerías de la ciudad.
Desde 1534 los Linajes asistían también a una ceremonia litúgica que les ofrecía el Convento de San Agustín en su iglesia de Nuestra Señora de Gracia. Esta tradición que desapareció en el siglo XVII fue recuperada a principios del XVIII y tras ser trasladada a la Colegiata de San Pedro, desapareció en el siglo XIX con la disolución de la institución.

## Restauración de la corporación nobiliaria
A semejanza de otras corporaciones nobiliarias españolas que fueron restauradas en el siglo XX, la Casa Troncal de los Doce Linajes de Soria fue restaurada como corporación nobiliaria por decisión de descendientes directos de los antiguos linajes sorianos, quienes reunidos en Soria firmaron los actuales estatutos el 3 de agosto de 2009. La Casa Troncal de los Doce Linajes de Soria se rige por sus propios estatutos y por las “Ordenanzas de Recibimientos” de Caballeros de Los Linajes del 14 de enero de 1602, en todo lo que no estuvieran derogadas en aplicación de la Constitución Española de 1978 y de la Ley 1/2002, de 22 de marzo, reguladora del Derecho de Asociación.

### Actividades
Los Doce Linajes de Soria busca promover los intereses generales de la ciudad de Soria mediante el ejercicio de una acción de impulso y cooperación cultural, histórica, científica y asistencial. Entre sus actividades se cuentan un blog en el que se publican diariamente artículos de índole protocolario, histórico, genealógico, heráldico y nobiliario. Asimismo cuentan con una página web en la que resulta relevante un blasonario confeccionado por el Canciller de los Doce Linajes en Galicia D. Manuel Pardo de Vera y Díaz, Caballero de la Orden del Santo Sepulcro de Jerusalén, de la Constantiniana de San Jorge, Vicepresidente de la Real Asociación Hidalgos de España, etc.

### Sede oficial de la Casa Troncal
El 25 de abril de 2011, miembros de la Diputación de la Casa Troncal de los Doce Linajes de Soria reunidos con Carlos Martínez Mínguez, alcalde de Soria, firmaron un Convenio de Cooperación entre la Casa Troncal y el ayuntamiento de Soria. En este convenio se acuerda que el Archivo Municipal de Soria, sito en la Plaza Mayor, y que contiene la mayor y más completa recopilación documental sobre Los Linajes, se constituya en la sede oficial de la Casa Troncal de los Doce Linajes de Soria, y donde quedarán depositadas las resoluciones de ingreso de los caballeros y damas de la Casa, registro de blasones de los caballeros y damas, documentación atinente a la Diputación de Honor, y cuanto otros documentos revistan un particular interés a juicio de la Diputación de la Casa Troncal o del ayuntamiento. Asimismo, el ayuntamiento de Soria facilitará la utilización del Palacio Municipal y el Palacio de la Audiencia, sede de la concejalía de Cultura, así como otras dependencias de su titularidad, para la celebración de actos solemnes de la Casa Troncal.

### Condiciones de ingreso
Para ingresar el pretendiente debe presentar un expediente que pruebe documentalmente la nobleza e hidalguía de sangre a fuero de España del primer apellido (linaje agnaticio) y justificar fehacientemente el entronque con familia que haya sido recibida en alguno de los Doce Linajes. También podrán formar parte de la Casa Troncal, quienes siendo mayores de edad y en pleno ejercicio de sus derechos civiles, reúnan los requisitos siguientes:
- Hidalguía  de sangre a fuero de España del primer apellido,
- Vinculación probada con instituciones religiosas, civiles, militares o asistenciales sorianas.

Los caballeros y damas admitidos en la Casa Troncal usarán como insignia corporativa los escudos de los Doce Linajes de Soria, puestos en rueda alrededor de la figura ecuestre del rey Alfonso VIII.

### La Diputación de los Linajes
La Diputación de la Casa Troncal de los Doce Linajes es el órgano ejecutivo de la corporación. Está integrada por doce diputados y tiene como principales funciones la de convocar a la Asamblea General de Linajes, aprobar los expedientes que se instruyan para la concesión de nuevos ingresos, entre otras. El primer presidente de la restaurada Diputación fue el diplomático del Servicio Exterior de la Unión Europea Francisco Manuel de las Heras y Borrero, caballero de la Orden del Santo Sepulcro de Jerusalén, de la Constantiniana de San Jorge, infanzón de Illescas, caballero divisero del Solar de Tejada, etc.; que falleció en la ciudad de Sevilla, España, el 30 de julio de 2013.
El 14 de diciembre de 2013 tuvo lugar la Asamblea Anual de la Casa Troncal en el Salón de Plenos del Excelentísimo Ayuntamiento de la ciudad de Soria, actual sede de la corporación nobiliaria; allí se eligió, por unanimidad, a Da. María Dolores Ojeda y Gómez Vda. de De las Heras, como nueva presidenta de la Diputación. Sobre el particular, la connotada Gacetilla de Hidalgos de España N.º 536, refiere que los Doce Linajes de Soria es la "primera corporación nobiliaria de España presidida por una mujer".
La dirección espiritual de la corporación nobiliaria es llevada a cabo por el Capellán Mayor de Honor Gerardo Melgar Viciosa, obispo de Osma-Soria.
Son diputados de honor de los Doce Linajes de Soria Carlos Martínez Mínguez, alcalde de Soria; Juan Van Halen y Acedo, conde de Ardabani (Milán), de la Soberana Orden de Malta; Andrés Salvador de Habsburgo-Lorena, archiduque de Austria;  Miguel de Braganza, duque de Viseu, infante de Portugal; el príncipe Davit Bagrationi, jefe de la Casa Real de Georgia; el duque de Sevilla, grande de España; el marqués de la Lapilla, grande de España; el duque de Santoña, grande de España; el marqués de Almazán; entre otros.

### Capítulos de los Doce Linajes de Soria alrededor del mundo
En la actualidad los Caballeros y Damas Hijosdalgo de la Casa Troncal de los Doce Linajes de Soria se encuentran repartidos en diversos lugares del mundo, formando "Capítulos" en sus respectivos países.
En el Reino de España, evidentemente se encuentran en Soria, Madrid, Valencia, Asturias, Canarias y Andalucía Occidental. En América, los descendientes se encuentran repartidos en Argentina (entre ellos Luis García Morales, el español más longevo que habita en dicho país), Bolivia, Brasil, Chile, Colombia, Perú, República Dominicana, Venezuela, del cual es Canciller el Ilmo. Sr. D. Alejandro Alfonzo-Larraín Recao, VI marqués de Torre Casa, y en los Estados Unidos de América, del cual es su Canciller el Ilmo. Sr. D. Fernando Joaquín Molina Alcalde, VI conde de Quinta Alegre.
En Europa existen Capítulos en el Reino de Bélgica, Grecia, Italia, Malta, Portugal e Irlanda; e incluso, hay uno en Nueva Zelanda.